# 安藤広大
安藤 広大（あんどう こうだい、1979年 - ）は、日本の実業家。株式会社識学の創業者で代表取締役社長を務める。

## 来歴
大阪府に生まれる。大阪府立北野高等学校を経て、早稲田大学人間科学部スポーツ科学科（現・スポーツ科学部）を卒業した。
早稲田大学卒業後、NTTドコモに入社。2006年にジェイコムホールディングス（現・ライク）に転職する。主要子会社のジェイコム（現・ライクスタッフィング）では取締役営業副本部長などを歴任した。
2015年に株式会社識学を設立し、2019年にマザーズ上場を達成した。
『フォーブズ ジャパン』が選ぶ、「社会を動かす、未来をつくるリーダー、アントレプレナーシップをもった経営者100人」の「今年の顔」として選出されている。

## 著書
- 『数値化の鬼 「仕事ができる人」に共通する、たった1つの思考法』
- 『リーダーの仮面 「いちプレーヤー」から「マネジャー」に頭を切り替える思考法』
- 『優しい社長が会社を潰す』
- 『伸びる会社は「これ」をやらない!』
- 『できる課長は「これ」をやらない!』